# Hemmingford (municipalité de village)
Ne doit pas être confondu avec Hemmingford (municipalité de canton) ou Hemmingford (canton).
Pour les articles homonymes, voir Hemmingford.
Hemmingford est une municipalité de village dans la municipalité régionale de comté de Les Jardins-de-Napierville au Québec, située dans la région administrative de la Montérégie.

## Toponymie
Hemmingford a reçu son nom du village de Hemingford en Angleterre.

## Histoire
La proximité avec la frontière américaine et l'établissement de nombreux loyalistes durant la guerre d’indépendance américaine explique le caractère bilingue de la petite communauté.

## Géographie
Situé à l'intersection des routes 219 et 202, le village d'Hemmingford est entièrement enclavé par la municipalité de canton d'Hemmingford.

## Démographie
| 1991 | 1996 | 2001 | 2006 | 2011 | 2016 | 2021 |
| ---- | ---- | ---- | ---- | ---- | ---- | ---- |
| 729  | 751  | 724  | 757  | 808  | 755  | 829  |

## Administration
Les élections municipales se font en bloc pour le maire et les six conseillers.
| Hemmingford (municipalité de village) Maires depuis 2001                                                             |                  |         |          |
| Élection | Maire            | Qualité | Résultat |
| 2001 | Drew Sommerville |         | Voir     |
| 2005 | Drew Sommerville | Voir    |          |
| 2009 | Drew Sommerville | Voir    |          |
| 2013 | Drew Sommerville | Voir    |          |
| 2017 | Drew Sommerville | Voir    |          |
| 2021 | Drew Sommerville | Voir    |          |
| Élection partielle en italique Depuis 2005, les élections sont simultanées dans toutes les municipalités québécoises |                  |         |          |